# انتخابات الرئاسة المالية 2002
انتخابات الرئاسة المالية 2002 هي الانتخابات الرئاسية التي جرت في 2002، فاز بالانتخابات أمادو توماني توري.